# Energy (utwór muzyczny Nušy Derendy)
Energy, znany także w słoweńskiej wersji językowej jako Ne, ni res – utwór słoweńskiej piosenkarki Nušy Derendy, napisany przez Matjaža i Uršę Vlašiciów oraz Luciennę Lončinę, wydany w formie jako singla w 2001 i umieszczony na debiutanckiej płycie studyjnej artystki pt. Na stiri oci (2002).
W marcu 2001 słoweńskojęzyczna wersja utworu („Ne, ni res”) zwyciężyła w finale krajowych eliminacji eurowizyjnych po zdobyciu największego poparcia jurorów i telewidzów, dzięki czemu została propozycją reprezentującą Słowenię w 46. Konkursie Piosenki Eurowizji organizowanym w Kopenhadze. 12 maja Derenda z anglojęzyczną wersją piosenki („Energy”) zajęła 7. miejsce z 70 punktami na koncie.

## Lista utworów
CD single
1. „Energy” (English Version) – 3:00
2. „Ne, ni res” (Slovene Version) – 2:57
3. „Ne, ni res” (Playback) – 2:57
4. „Still I Wait for You” – 3:19